# Phyllostachys edulis
Phyllostachys edulis ou Bambu Mossô é um tipo de bambu de caule retilíneo de porte grande , originário da China, onde é a espécie mais cultivada, mas se adapta aos mais diversos climas e altitudes.

## Formato
Na natureza essa planta pode atingir vinte metros de altura. Não forma touceiras como a maioria dos bambus. Para utilização em interiores foi necessário reduzir seu tamanho e modificar o sua forma. Através de uma técnica simples de amarração é possível criar curvas flexionando o caule do mossô criando uma atmosfera oriental.

## Floração
Nessa espécie a floração ocorre a cada 60-70 anos. Logo após este ciclo a planta morre devido ao definitivo esforço para produzir a florada. Desenvolve-se bem a pleno sol ou em interiores bem iluminados.